# Вулиця Бориса Тена (Житомир)
Вулиця Бориса Тена — вулиця в Корольовському районі Житомира. Названа на честь українського поета й перекладача Миколи Васильовича Хомичевського (псевдонім Борис Тен), який проживав у будинку на даній вулиці. 

## Характеристики

### Розташування
Вулиця бере початок з перехрестя вулиць Івана Кочерги та Небесної Сотні, прямує на північний схід до перехрестя з вулицями Вокзальною, Вітрука та Заводською. Вулицю перетинають Хлібна вулиця, вулиця Князів Острозьких, вулиця Івана Мазепи, Східна вулиця, вулиця Добровольчих батальйонів, 1-й Гоголівський провулок та вулиця Івана Сльоти.  
Вулицю перетинає річка Мала Путятинка, що проходить у підземних трубопроводах між 2-м Гоголівським провулком та вулицею Академіка Векслера.   
Початок вулиці розташований в центральній частині міста. На схід від вулиці Князів Острозьких вулиця прямує крізь історичну місцевість Путятинку. На схід від вулиці Івана Мазепи вулиця пролягає у привокзальній частині міста, у тому числі минає історичну місцевість Кашперівку. Від вулиці Небесної Сотні до Квіткового провулка вулиця Бориса Тена пролягає у Старому місті.    
Від вулиці беруть початок Веселий провулок та Квітковий провулок. Перехрестям з вулицею Бориса Тена завершуються 2-й Гоголівський провулок, вулиця Академіка Векслера, 3-й Гоголівський провулок.   

### Транспорт
- Трамвай «Майдан Перемоги — Льонокомбінат»: між вулицями Небесної Сотні та Східною;
- Маршрутне таксі № 5: між вулицями Небесної Сотні та Івана Сльоти.

### Забудова
Забудова представлена переважно одноповерховими житловими будинками на декілька квартир та індивідуальними житловими будинками садибного типу (між вулицею Небесної Сотні та Квітковим провулком — побудови 2-ї половини ХІХ століття — початку ХХ століття; між Квітковим провулком та Вокзальною вулицею — 1950 —1960-х рр. будівництва). Між проїздом Академіка Тутковського та вулицею Івана Сльоти, південна сторона вулиці забудована дев'ятиповерховими багатоквартирними житловими будинками (1980-х рр. будівництва). Наявні будівлі комерційного призначення.

#### Пам'ятки історії
- Будинок, де жив Борис Тен (М.В.Хомичевський), український поет і перекладач — буд. № 36 (на фасаді будинку встановлена меморіальна дошка Миколі Васильовичу Хомичевському).

## Історія

### Історія назви

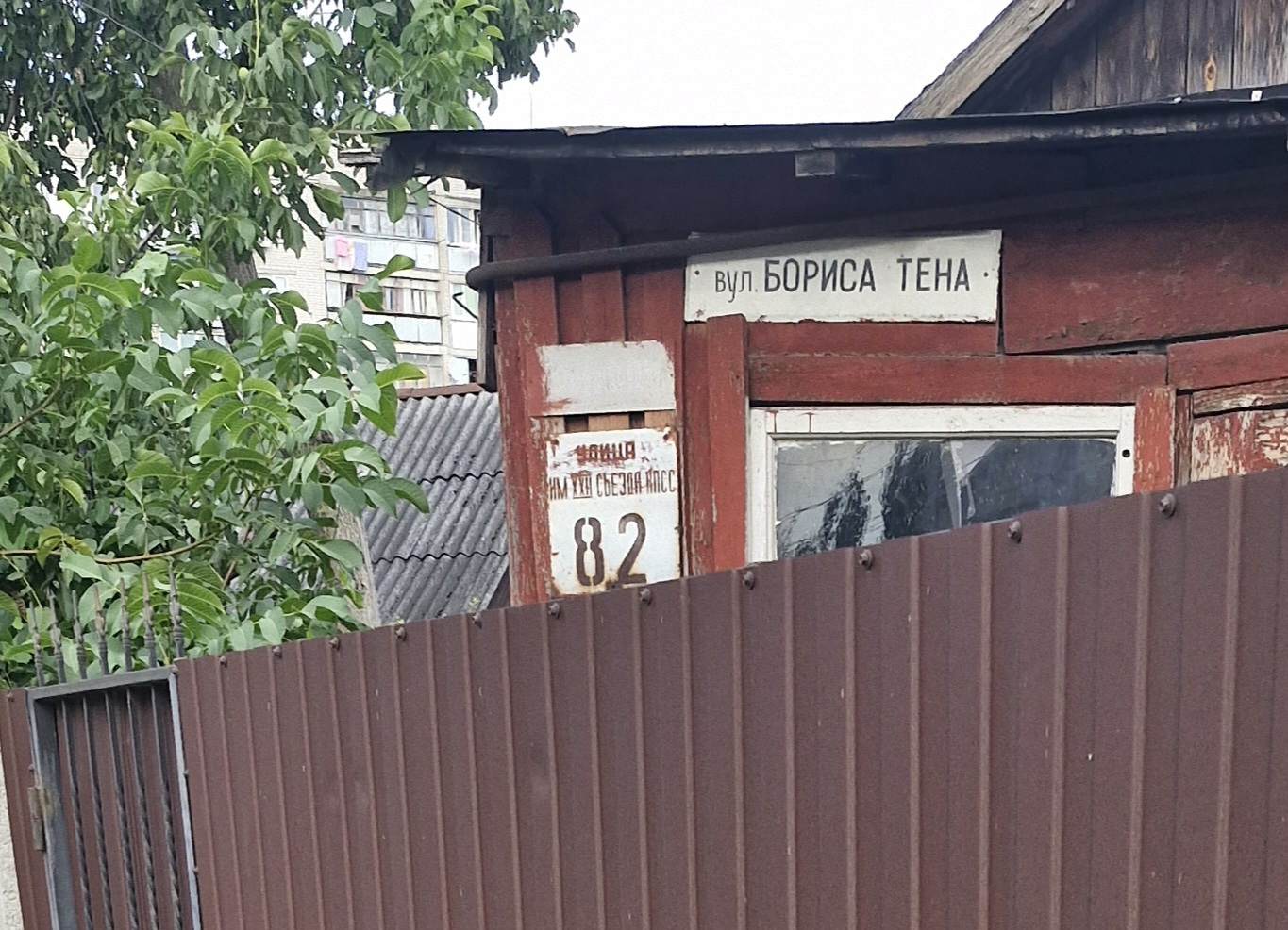
Адресні таблички різного періоду на вулиці Бориса Тена

Перша назва вулиці — Кашперівська вживалася протягом другої половини ХІХ століття до 1919 року. У 1919 році Кашперівську вулицю перейменовано на вулицю Лесі Українки. У тому ж році отримала назву вулиця Андре Марті. З 1937 по 1961 вулиця називалася Сталінградською. Протягом 1961 — 1989 років мала назву ХХІІ з'їзду КПРС (або ХХІІ Партз'їзду). У 1989 році вулиця ім. ХХІІ з'їзду КПРС перейменована на вулицю Бориса Тена.

### Історія формування вулиці
Вулиця виникла у другій половині ХІХ століття внаслідок реалізації генерального плану міста 1853 року, яким передбачалася радіально-відцентрова система планування міста, утворена рядами радіальних та поперечних вулиць. Однією з таких вулиць передбачалася теперішня вулиця Бориса Тена, яка мала пролягти від тодішньої околиці міста до проєктної Східної вулиці (проєктної міської межі). Проходження вулиці передбачалося крізь чотири квартали правильної форми.   
Станом на середину ХІХ століття на лінії проєктної траси майбутньої вулиці Бориса Тена знаходилися продовольчі склади та заїзджий двір. Між майбутніми Хлібною та Східною розкинулися вільні від забудови земельні угіддя, що з'єднувалися з тодішньою околицею міста за допомогою путівців. 
У 1860-х роках вулиця почала забудовуватися та невдовзі отримала назву Кашперівська. Назва обумовлена тим, що нова вулиця забудовувалася у напрямку хутора Кашперовського, що знаходився приблизно між нинішніми вулицями Східною, Бориса Тена та Героїв Крут.  
Станом на 1879 рік Кашперівська вулиця відбулася між нинішніми вулицями Небесної Сотні та Івана Мазепи. Далі на схід простягалися дві присадибні ділянки та межа хутора Сейферта, що проходила за місцем розташування нинішнього Квіткового провулка. 
Станом на початок ХХ століття Кашперівська вулиця сягнула межі земель хутора Сейферта, де завершувалася та повертала у Кашперівський провулок (нині Квітковий). Далі на схід, за місцерозташуванням перехрестя нинішніх вулиць Бориса Тена та Східної розміщувалися сади.
Забудова вулиці між нинішніми вулицею Небесної Сотні та Квітковим провулком сформувалася у другій половині ХІХ століття — на початку ХХ століття та представлена одноповерховими житловими будинками садибного типу. 
Вулиця завершувалася у Квітковому провулку з початку ХХ століття по 1950-ті роки. У 1950-х роках сформувалися траса та забудова вулиці від Квіткового провулка до новозбудованої Східної вулиці. У 1961 році на ділянці вулиці між нинішніми вулицею Небесної Сотні та Східною збудовано трамвайну колію та здійснено запуск маршруту № 5 трамваю до Левківської вулиці, а з 1963 року до Східного промвузла. 
У 1958 році вулицю прокладено до нинішньої вулиці Добровольчих Батальйонів, крізь землі колишнього хутора Кашперовського на правому березі Путятинки. У наступні роки вулиця забудувалася від річки Путятинки на вільних від забудови землях лівого берега річки у напрямку Вокзальної вулиці. Вздовж нової ділянки вулиці, між вулицями Східною та Вокзальною здійснювалася забудова індивідуальними житловими будинками садибного типу. У 1980-х роках річка Путятинка, що розділяла вулицю Бориса Тена на дві частини та створювала ряд проблем, пов'язаних з підтопленнями та багнистістю вулиці, взята у підземні трубопроводи. У 1983 році проведено докорінну реконструкцію вулиці Бориса Тена з асфальтуванням вулиці. 
У 1980-х роках між колишнім руслом річки Путятинки та вулицею Івана Сльоти збудовано мікрорайон. Вздовж південної сторони вулиці Бориса Тена знесено ряд садибних житлових будинків та збудовано дев'ятиповерхівки №№ 90, 100, 102, 104. Також до вулиці Бориса Тена здійснено адресацію ряду новозбудованих дошкільних та виховних навчальних закладів, що постали на території колишнього хутора Кашперовського.